# جون‌ایچی فوجیساکو
جون‌ایچی فوجیساکو (انگلیسی: Junichi Fujisaku؛ زادهٔ ۶ اوت ۱۹۶۷) رمان‌نویس، فیلم‌نامه‌نویس، و کارگردان فیلم اهل ژاپن است.